# Petr IV. Zrinský

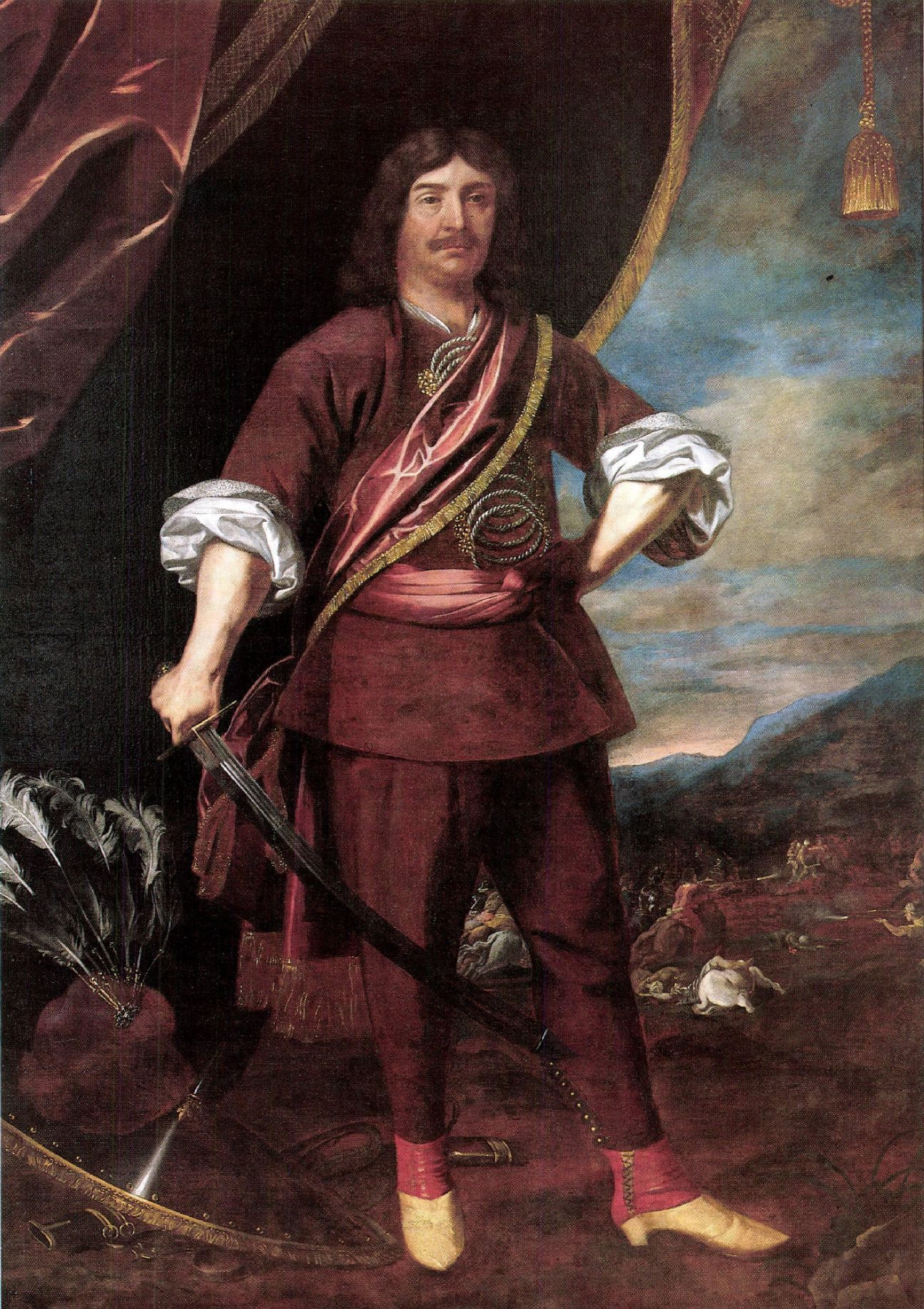
Petr Zrinský

Petr IV. Šubić Zrinský, krátce Petr Zrinský (chorvatsky Petar IV. Šubić Zrinski, maďarsky Zrínyi IV. Péter, 6. června 1621, Vrbovec – 30. dubna 1671 Vídeňské Nové Město) byl chorvatský šlechtic, státník, generál a spisovatel z chorvatsko-uherského šlechtického rodu Šubićů-Zrinských. V letech 1665–1671 byl bánem Chorvatska. Za svou účast na Wesselényiho magnátském spiknutí byl popraven.
Zrinský je v Chorvatsku a Maďarsku spolu s Františkem Kryštofem Frankopanem považován za národního hrdinu coby bojovníci proti osmanské nadvládě a vídeňskému útlaku.

## Život

### Původ
Zrinský byl synem Jiřího V. Zrinského a jeho manželky hraběnky Magdaleny Széchyové. Pocházel z větve šlechtického rodu Šubićů, kteří si od roku 1347 říkali knížata ze Zrinu podle hradu Zrin. V roce 1554 byl rod povýšen do hraběcího stavu.

### Turecké války

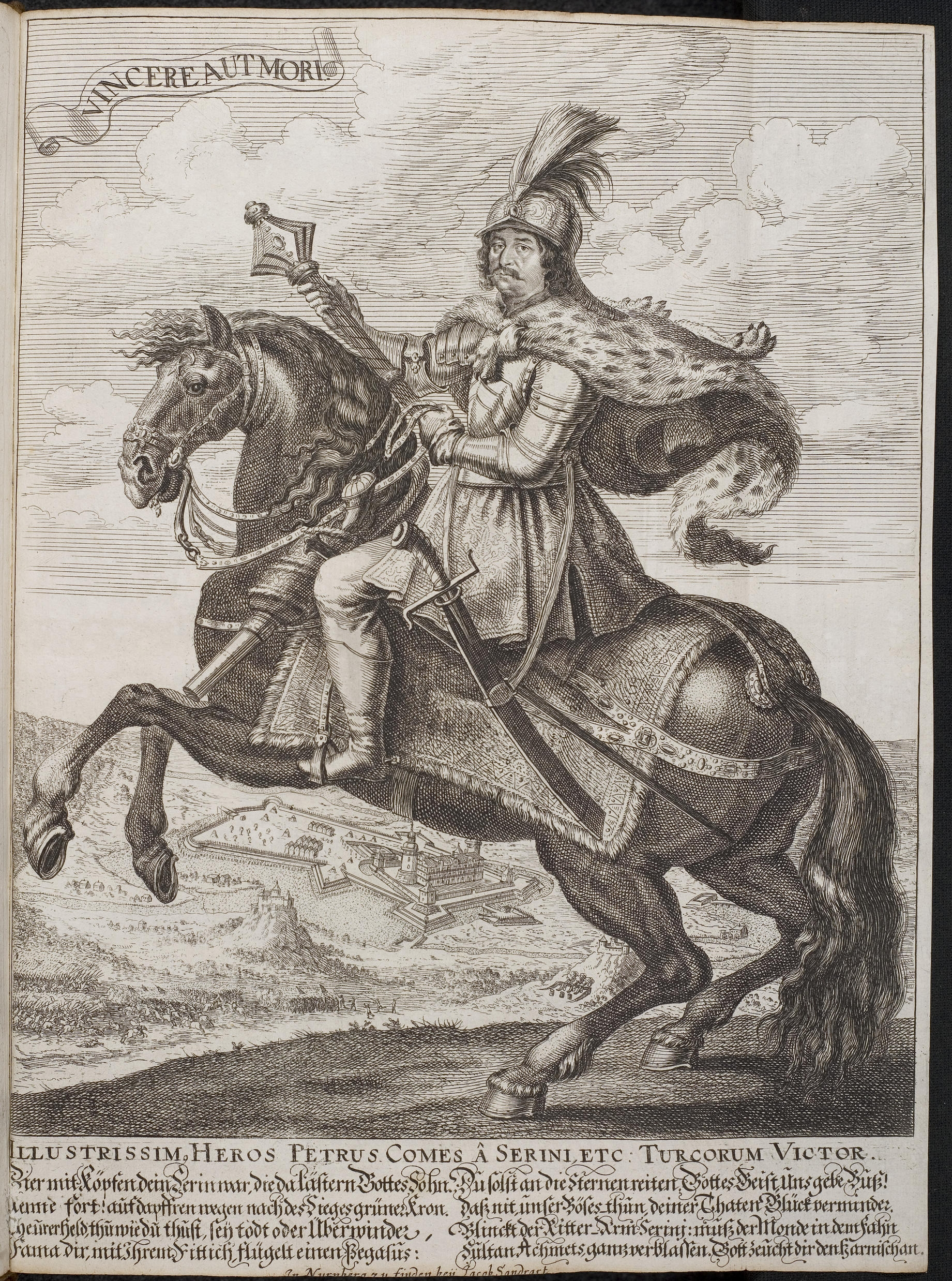
Petr Zrinský jako vítězný generál proti Turkům při obléhání Nového Zrína (1664)

Petr se vyznamenal spolu se svým bratrem Mikulášem Zrinským ve válce s Turky v letech 1663/1664. Uherská vojska i císařská vojska měla na dosah vítězství nad Osmany, ty však nebyly využity.
Zrinský navíc spolu s Frankopanem doprovázel saského kurfiřta Jana Jiřího II. v jeho šestispřežním povozu v roce 1664 na říšský sněm v Řezně.
Vašvárský mír uzavřený císařem Leopoldem I. v roce 1664, v němž Osmané znovu získali okupovaná území v Uhrách a omezovala práva šlechty v Uhrách, vyvolal velkou nespokojenost mezi uherskou a chorvatskou šlechtou.

### Spiknutí a poprava

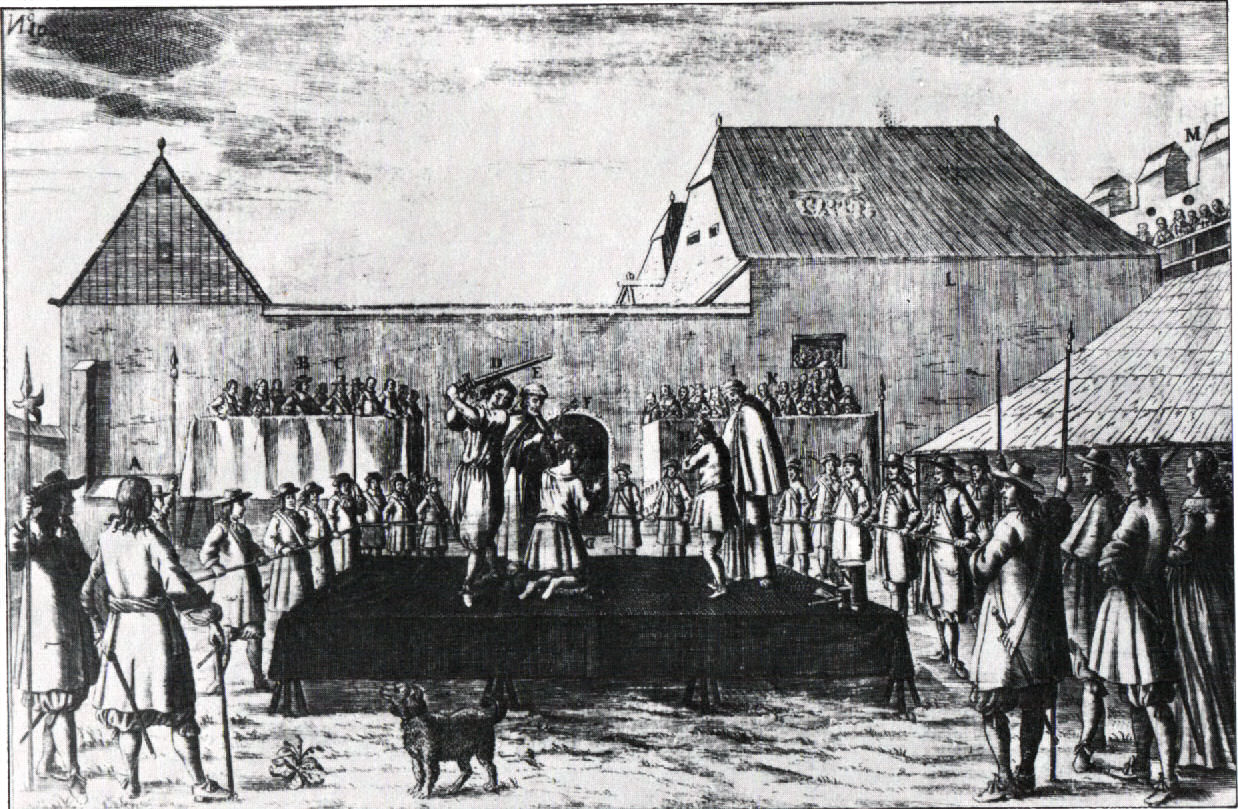
Poprava Zrinského a Frankopana na hlavním náměstí ve Vídeňské Nové Město

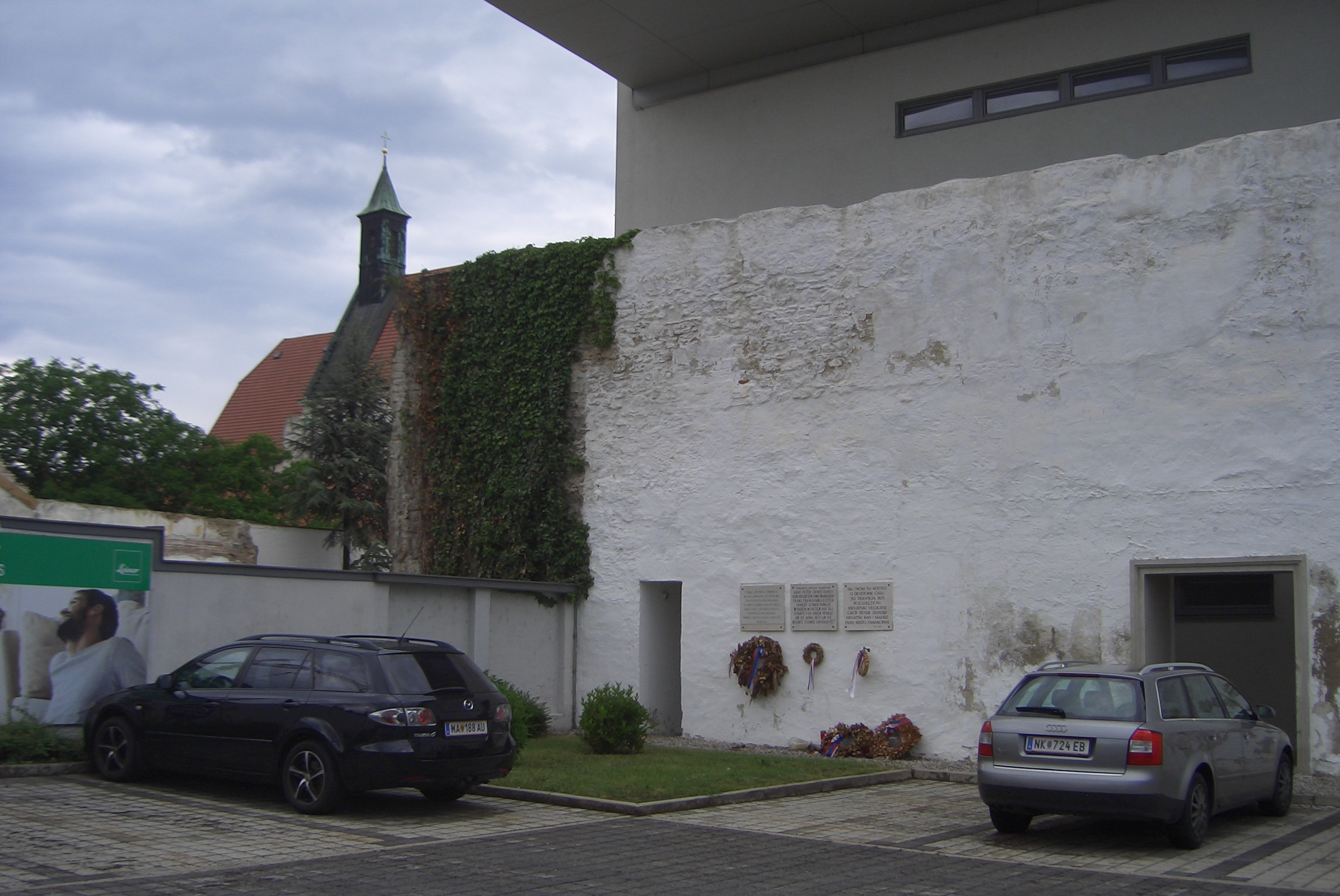
Pamětní deska na bývalém popravišti poblíž jižních hradeb Vídeňského Nového Města

To vytvořilo živnou půdu pro spiknutí Zrinský-Frankopan proti císaři, kterého se zúčastnil i Petr Zrinský. Jeho cílem byla nezávislost Chorvatska na vídeňských panovnících. Zrinský pro svůj projekt hledal podporu u cizích panovníků, doufal v podporu zejména Francie, hlavního odpůrce Habsburků.
Spiknutí bylo odhaleno a Zrinský byl pod záminkou vylákán do Vídně, kde byl zatčen a odsouzen k smrti. 30. dubna 1671 byl sťat spolu se spoluspiklencem Františkem Kryštofem Frankopanem ve Vídeňské Nové Město František III. Nádasdy byl popraven stětím ve Vídni téhož dne.

## Manželství a potomstvo
Petr Zrinský se 27. října 1641 ve věku 20 let oženil se šestnáctiletou Anou Katařinou Zrinskou. Manželé žili převážně na hradě Ozalj. Narodil se jim syn Jan Antonín a tři dcery Helena, Judita Petronila a Aurora Veronika.

## Vyznamenání

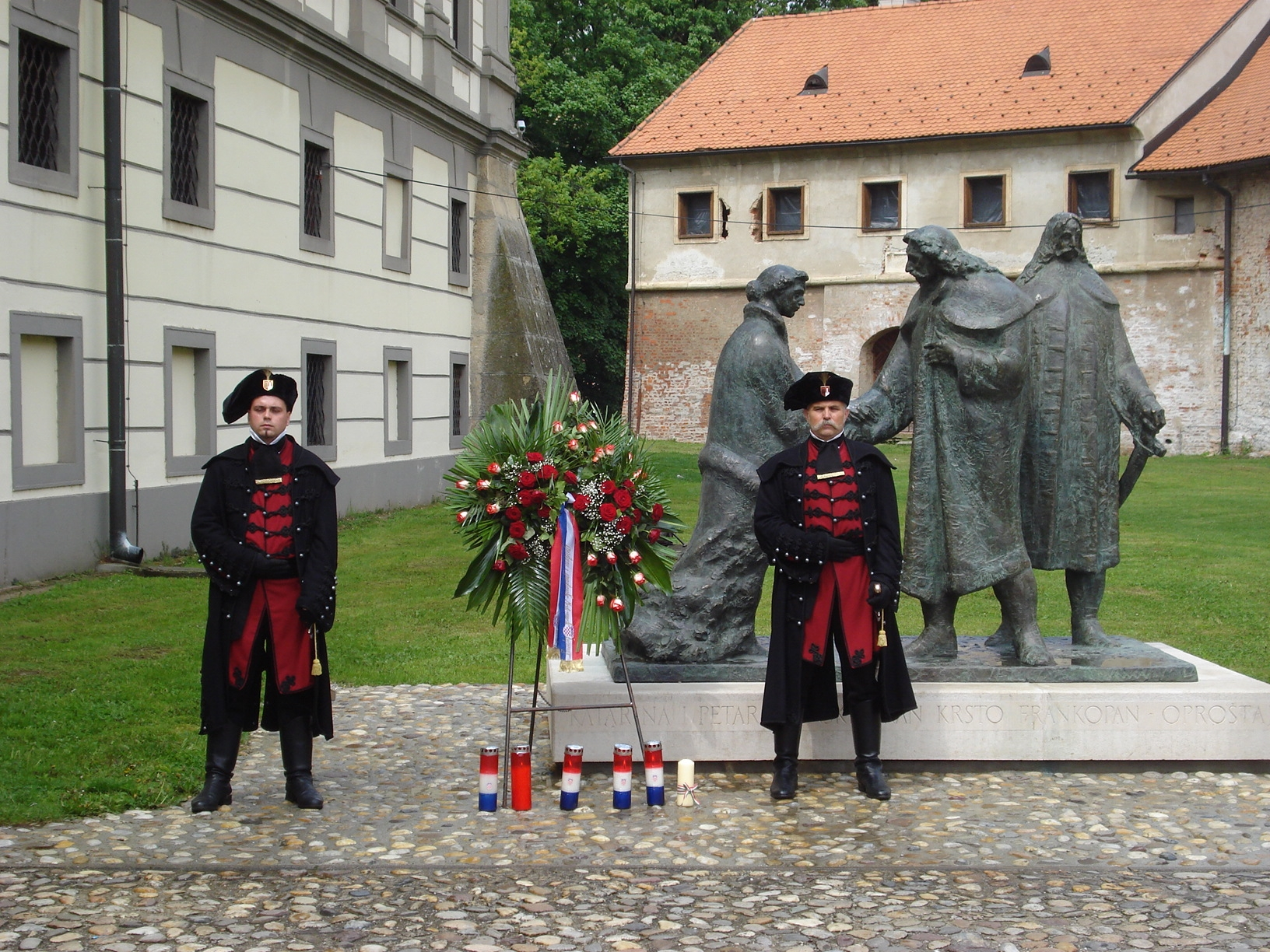
Historizující Zrinska garda u pomníku Frankopana a Zrinského v Čakovci (30. duben 2011)

30. duben je v Chorvatsku národním výročním dnem jako „Den úmrtí Petra Zrinského a Františka Kryštofa Frankopana“ (Dan pogibije Petra Zrinskog i Frana Krste Frankopana).
Zrinský spolu s Františkem Kryštofem Frankopanem byli vyobrazeni na pětikunové bankovce (stažena z oběhu v roce 2008).
Chorvatsko uděluje Řád Petra Zrinského a Františka Kryštofa Frankopana (Red Petra Zrinskog i Frana Krste Frankopana), založený v roce 1995.
Chorvatská vojenská škola v Záhřebu nese jeho jméno (Hrvatsko vojno učilište „Petar Zrinski“).